# Issues
Issues es el cuarto álbum de estudio de la banda de metal estadounidense KoЯn, lanzado el 16 de noviembre de 1999 por Immortal y Epic Records. Desde su lanzamiento, el álbum ha vendido más de 11 000 000 de copias en todo el mundo y es uno de los preferidos por los fans. El álbum fue promovido por la banda a lo largo del año 2000 con la exitosa gira Sick and Twisted Tour.

## Grabación y producción
En octubre de 1999, Korn había publicado "Falling Away from Me" en su página web como una descarga gratuita en MP3, aunque fue en contra de la opinión de los abogados. Una declaración en el sitio de la banda se refiere: «Estamos tan entusiasmados [con el nuevo disco] que hemos querido darle a todos ustedes, los verdaderos fans de Korn — un regalo de nosotros... Los abogados y el establecimiento de empresa, que tienen tanto miedo de Internet, dijeron que "de ninguna manera"».
El 15 de noviembre de 1999, Korn actuó en el Teatro Apollo de Nueva York donde tocaron los temas de Issues en su totalidad. Se realizaron con un coro, así como con los tubos y los tambores del Departamento de Policía de Nueva York. La multitud estaba principalmente integrada por los ganadores del concurso de la radio. La banda afirmó que había un número limitado de entradas vendidas para el concierto.
El álbum contó con cuatro diferentes portadas cada una diseñadas por los fanes de Korn como parte de un concurso de MTV (la tapa ganadora fue la de un peluche sin un ojo, diseñada por Alfredo Carlos; otra portada para la edición limitada del álbum incluye una caricatura de la banda). También hubo una quinta cubierta seleccionada para la edición limitada en la gira del álbum. En el folleto de este álbum, se pueden apreciar las cuatro portadas del álbum, además, también se pueden ver en el folleto, los rostros distorsionados de los miembros de Korn. La definición de esta portada es la siguiente: «Korn MTV Contest Winner: Alfredo Carlos».

## Recepción
Aunque el álbum recibió críticas mixtas tras su liberación, se convirtió en un éxito comercial y es uno de los preferidos por los fanes, gracias a los sencillos como "Falling Away from Me" y "Somebody Someone". Tras el éxito de Follow the Leader, donde la banda criticaba los miles de bandas que comenzaban a imitar el rap metal que los propios KoЯn se atribuían como suyo, la banda decide realizar un disco más potente. En Issues la banda de Jonathan Davis se apartan algo del rap y su sonido se vuelve más sórdido y oscuro, como se puede apreciar en temas como, el citado anteriormente, "Somebody Someone". El apartado sórdido se refleja, claramente, en el videoclip de este sencillo.

### Desempeño comercial
El álbum fue un éxito comercial debutando en el primer lugar en el Billboard 200, con 575.000 unidades vendidas en su primera semana de lanzamiento. El 22 de diciembre de 1999, consigue con este álbum cuatro discos de platino en los Estados Unidos por 3.450.000 ejemplares vendidos. Hasta el 4 de enero de 2013, el álbum ha vendido más de 5.500.000 copias en los Estados Unidos, según Nielsen SoundScan, y ha vendido alrededor de 13 millones de copias en todo el mundo, por lo que es el segundo mejor disco vendido de Korn hasta la fecha.

## Lista de canciones
Todas las canciones escritas y compuestas por KoЯn. 
| N.º   | Título                         | Duración |  |
| 1.    | «Dead»                         | 1:12     |  |
| 2.    | «Falling Away from Me»         | 4:29     |  |
| 3.    | «Trash»                        | 3:27     |  |
| 4.    | «4 U»                          | 1:42     |  |
| 5.    | «Beg for Me»                   | 3:53     |  |
| 6.    | «Make Me Bad»                  | 3:55     |  |
| 7.    | «It's Gonna Go Away»           | 1:29     |  |
| 8.    | «Wake Up»                      | 4:07     |  |
| 9.    | «Am I Going Crazy»             | 1:00     |  |
| 10.   | «Hey Daddy»                    | 3:44     |  |
| 11.   | «Somebody Someone»             | 3:47     |  |
| 12.   | «No Way»                       | 4:07     |  |
| 13.   | «Let's Get This Party Started» | 3:41     |  |
| 14.   | «Wish You Could Be Me»         | 1:07     |  |
| 15.   | «Counting»                     | 3:37     |  |
| 16.   | «Dirty»                        | 7:50     |  |
| 53:16 |                                |          |  |

| Bonus comprando el disco en iTunes |              |          |  |
| N.º                                | Título       | Duración |  |
| 17.                                | «Camel Song» | 4:20     |  |

## All Mixed Up (EP)
All Mixed Up es un EP de KoЯn lanzado como un disco bonus junto al álbum con mezclas inéditas y una canción inédita. Este EP también está ahora disponible para ser comprado por separado. La canción “Jingle Balls” fue incluida posteriormente en el disco 2 del recopilatorio The Essential Korn, lanzado el 10 de mayo de 2011.

### Lista de canciones
| N.º   | Título                               | Duración |  |
| 1.    | «A.D.I.D.A.S.» (Radio Mix)           | 2:34     |  |
| 2.    | «Good God» (Dub Pistols Mix)         | 6:20     |  |
| 3.    | «Got the Life» (Josh Abraham Mix)    | 4:01     |  |
| 4.    | «Twist/Chi» (Live at Woodstock 1999) | 5:16     |  |
| 5.    | «Jingle Balls»                       | 3:27     |  |
| 21:38 |                                      |          |  |

| Chart (2002)                            | Posición |
| --------------------------------------- | -------- |
| UK Albums (The Official Charts Company) | 99       |

## Créditos
- Jonathan Davis - voz, gaita en "Dead", batería en "Dead", Trash", "4 U", "It's Gonna Go Away", "Am I Going Crazy", "Wish You Could Be Me", "Dirty"; programación.
- Fieldy - bajo, programación.
- Munky - guitarra.
- Head - guitarra.
- David Silveria - batería.

Producción y otros créditos
- Brendan O' Brien - productor.

## Posición
| Chart (1999)                    | Posición |
| ------------------------------- | -------- |
| The Billboard 200               | 1        |
| Australian Albums Chart         | 1        |
| Austrian Albums Chart           | 13       |
| Belgian Albums Chart (Flanders) | 28       |
| Belgian Albums Chart (Wallonia) | 44       |
| Canadian Albums Chart           | 2        |
| Dutch Albums Chart              | 13       |
| Finnish Albums Chart            | 4        |
| French Albums Chart             | 12       |
| German Albums Chart             | 9        |
| New Zealand Albums Chart        | 2        |
| Norwegian Albums Chart          | 10       |
| Swedish Albums Chart            | 42       |
| Swiss Albums Chart              | 86       |
| UK Albums Chart                 | 37       |

| Año  | Canción                | US | US Alt. | US Main. | BEL (FLA) | DUT | GER | UK |
| ---- | ---------------------- | -- | ------- | -------- | --------- | --- | --- | -- |
| 1999 | "Falling Away from Me" | —  | 7       | 7        | 17        | 77  | 86  | 25 |
| 2000 | "Make Me Bad"          | —  | 9       | 7        | —         | —   | —   | 25 |
| 2000 | "Somebody Someone"     | —  | 23      | 23       | —         | —   | —   | —  |

| Anterior: Breathe de Faith Hill | Billboard 200 — Álbumes Nro 1 de 1999 (EE. UU.) Diciembre 4–10, 1999 | Siguiente: All The Way... a Decade of Song de Celine Dion |

| Anterior: Affirmation de Savage Garden | Australian Albums Chart — Álbumes Nro 1 de 1999 (Australia) Noviembre 22–28, 1999 | Siguiente: S&M de Metallica |